# Mockingbird (película)
Mockingbird (conocida como Terror en la calle Mockingbird en Hispanoamérica) es una película de terror estadounidense de metraje encontrado de 2014 escrita y dirigida por Bryan Bertino, a partir de una historia de Bertino y Sam Esmail. La película se lanzó en video a pedido el 7 de octubre de 2014 y se lanzó en DVD y Blu-ray el 21 de octubre del mismo año. Está protagonizada por Todd Stashwick, Alexandra Lydon y Barak Hardley como tres personas a las que se les han dado cámaras de video con instrucciones de filmar sus actividades diarias para un extraño concurso.

## Argumento
La película sigue a tres grupos de personas, todos los cuales han encontrado una cámara de vídeo en la puerta de su casa y comienzan a filmar bajo la impresión de que esta es la clave para ganar dinero en una misteriosa competición. Tom ( Todd Stashwick ) es un tipo normal que filma la vida de su familia con su esposa Emmy. Beth ( Alexandra Lydon ) es una universitaria aburrida y aislada que ve la cámara como algo para llenar su tiempo libre. Leonard (Barak Hardley) es un niño de madre que cree que su maquillaje de payaso le robará la escena. A cada grupo se le ha dado una etiqueta: "La Familia" (Tom y Emmy), "La Mujer" (Beth) y "El Payaso" (Leonard), pero en gran medida desconocen lo que realmente está sucediendo y se sorprenden cuando reciben instrucciones que les dicen que sigan filmando o morirán.

## Reparto
- Audrey Marie Anderson como Emmy
- Natalie Alyn Lind como Amiga de Jacob #4
- Benjamin Stockham como Amigo de Jacob #2
- Emily Alyn Lind como Abby
- Alyvia Alyn Lind como Megan
- Todd Stashwick como Tom
- Lee Garlington como Mamá
- Spencer List como Jacob Henry
- Isabella Murad como Amiga de Jacob #3
- Alexandra Lydon como Beth
- Barak Hardley como Leonard

## Recepción
Tanto Bloody Disgusting como Indiewire dieron críticas favorables a Mockingbird, y Bloody Disgusting elogió la película por su tono y escribió que si bien "carece de algo del pulido de estudio de The Strangers, en realidad se siente más grande que esa película en algunos aspectos". HorrorNews.net criticó la película.